# Tesoro de Cheste

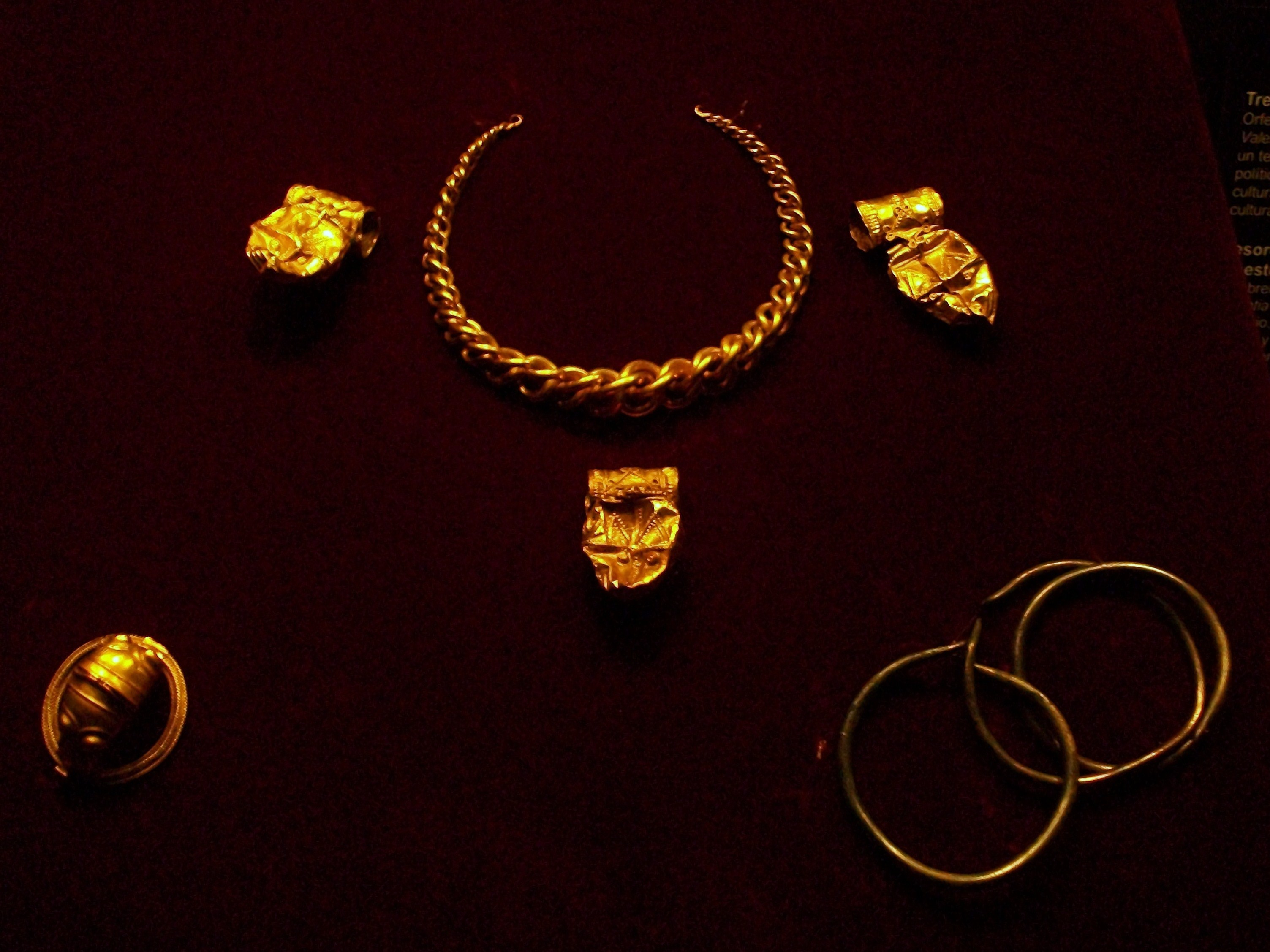
Tesoro de Cheste.

El tesoro de Cheste es un conjunto de joyas y monedas de oro y plata halladas en el interior de dos vasijas en la partida de La Safa en el municipio de Cheste (Valencia)  España en 1864 (1865 según Judit Molera i Marimon) y que, según los estudiosos, debió ocultarse 200 años, aproximadamente, antes de Cristo, en plena segunda guerra púnica, época de Cartago (siglo IV a. C.)  Ha sido considerado uno de los conjuntos monetarios más importantes hallados en Valencia.
El descubrimiento inicial fue un recipiente de cerámica con tapa de plata que contenía, según Jacobo Zóbel (primer estudioso que se interesó en el tesoro): 48 monedas de plata; un torques, un broche y dos brazaletes todos de oro; tres brazaletes y tres anillos de plata; y diversas barritas de plata fundida, de diversos pesos.
Destaca un denario Sydenham 140 (RRC 44.5 desde 211 a. C.), que ha servido para datarlo. El tesoro resultó en su época un hallazgo de gran relevancia pero, al contrario del caso del Tesoro de Villena, hallado casi un siglo después, no se pudo conservar en toda su magnitud: la mayoría de las monedas y un número indeterminado de las piezas de joyería fueron llevados a Valencia para su fundición. Lo poco que queda se expone actualmente en el Museo de Historia de Valencia.
Los brazaletes de plata son lisos con los extremos apuntados, no están signados, ni  identificados individualmente con un número de inventario concreto.
Por su parte, los tres colgantes zoomorfos de oro, consisten en unas pequeñas placas unidas entre sí, que presentan su superficie trabajada con motivos geométricos y  zoomórficos, posiblemente de ofidio, pee a que no hay una opinión única entre los expertos. En la parte superior presentan unas abrazaderas circulares que  les permiten acoplarse a un collar. Al igual que los brazaletes, no están signados, ni  identificados individualmente con un número de inventario concreto.
La fíbula anular está formada por aro plano de 4,1 centímetros de diámetro y 2,3 centímetros  de altura, decorado mediante punteado y puente abstracto de inspiración zoomorfa que presenta varias interpretaciones, como cabeza de caballo, doble máscara o caparazón animal.
Por último, el collar de oro compuesto por cuatro gruesos hilos retorcido en espiral, entrelazados y enrollados en espiral, de sección circular y diámetro decreciente desde el centro (entre 7 y 10 mm) al exterior (3 mm.).  Por técnica y tipología se debería fechar entre fines del siglo IV e inicios del siglo III a. C. Dentro de la orfebrería aurífera es una pieza única, aunque existen ejemplos similares en torques funiculares de plata.